# Wapen van Wilnis

Het wapen van Wilnis

Het wapen van Wilnis werd op 11 september 1816 per besluit van de Hoge Raad van Adel in gebruik bevestigd bij de Utrechtse gemeente Wilnis. Op 1 januari 1989 ging de gemeente op in de gemeente De Ronde Venen, waardoor het wapen niet langer in gebruik is. In het wapen van De Ronde Venen is de slang uit het wapen van Wilnis opgenomen als verwijzing naar de voormalige gemeente.

## Blazoenering
De blazoenering van het wapen luidt als volgt:
Van zilver met drie boomen staande op een terras alles van sijnople, onder de boomen een varken, en boven dezelve een slang geplaatst en fasce, alles in zijne natuurlijke verwen.
Het wapen is zilver van kleur met daarop drie groene bomen op een groene ondergrond. Onder de bomen staat een varken met daarboven als een soort dwarsbalk een slang. De slang en het varken zijn beide van natuurlijke kleur.

## Geschiedenis
De heerlijkheid Wilnis voerde reeds het wapen zoals de gemeente Wilnis het van de Hoge Raad van Adel heeft gekregen. Waar het wapen vandaan komt is onbekend. Ook de naastgelegen heerlijkheid Oudhuizen voerde het wapen, maar dan zonder het varken. De gemeente Oudhuizen kreeg het heerlijkheidswapen echter niet toegekend.

## Overeenkomstig wapen
Het volgende wapen is op historische gronden te vergelijken met dat van Wilnis:

Het wapen van De Ronde Venen